# هزاران چشم
هزاران چشم نام مجموعه‌ای تلویزیونی به کارگردانی کیانوش عیاری است که از گروه فیلم و سریال شبکه ۳ سیمای جمهوری اسلامی ایران پخش شد. هزاران چشم در ۱۲ قسمت ۴۵ دقیقه‌ای و در سال ۱۳۸۰ با نامِ اولیهٔ «دو راهه» تهیه و در سال ۱۳۸۲ پخش شد.
این مجموعه در ۱۲ قسمت تهیه شد. «هزاران چشم» متشکل از شش فیلم تلویزیونی است.

## خلاصه داستان
این مجموعه داستان آقای راوندی (مهدی هاشمی) است که دبیر تحریریه یک مجله بوده و به‌واسطه شغلش و نامه‌هایی که مردم برای او می‌نویسند ارتباط تنگاتنگی با جامعه و مشکلات آن دارد. او هربار که نامه کسی را می‌خواند، خودش را در آن فضای تعریف شده می‌بیند، بنابراین سعی می‌کند به نوعی بر مشکلات پیش آمده فائق آید که در ادامه، حوادث طنزآمیزی به وجود می‌آید. این سریال در قالب دوازده قسمت به روی آنتن رفت و در سال ۱۳۹۲ از شبکه تماشا بازپخش شد. و باز هم درسال ۹۷ از شبکه ای فیلم بازپخش شد.

## فهرست قسمت‌ها
- قسمت اول و دوم: «همسایه»، با نگاهی به داستان کوتاه همسایه نوشته ریموند کارور
- قسمت سوم و چهارم: «مالیات»
- قسمت پنجم و ششم: «فاصله»[۵]
- قسمت هفتم و هشتم: «مستأجر»
- قسمت یازدهم و دوازدهم: «گاوصندوق»[۶]

## بازیگران
- مهدی هاشمی - بازیگر ثابت تمام قسمت ها
- اکرم محمدی
- افسانه ناصری
- امیرحسین صدیق
- اسدالله یکتا
- امیرمحمد زند
- بهنوش بختیاری
- جواد طوسی
- حمید دلشکیب
- حمیده خیرآبادی
- رامسین کبریتی
- ساره آرین
- سعید پیردوست
- سولماز غنی
- سهیلا عزیزی
- سیامک اشعریون
- کاوه سماک‌باشی
- محسن قاضی‌مرادی
- مهدی فتحی
- مهوش وقاری
- نادیا دلدار گلچین
- شهرزاد کمال‌زاده

## جوایز و نامزدها
| ۱۳٨٢ | هفتمین دوره جشن حافظ |                                  |              |          |
| ۱۳٨٢ | هفتمین دوره جشن حافظ | بهترین مجموعه تلویزیونی          | محمد مسعود   | برنده    |
| ۱۳٨٢ | هفتمین دوره جشن حافظ | بهترین کارگردانی تلویزیونی       | کیانوش عیاری | نامزدشده |
| ۱۳٨٢ | هفتمین دوره جشن حافظ | بهترین فیلمنامه تلویزیونی        | کیانوش عیاری | نامزدشده |
| ۱۳٨٢ | هفتمین دوره جشن حافظ | بهترین بازیگر مرد درام تلویزیونی | مهدی هاشمی   | نامزدشده |